# Дивайд
Окръг Дивайд (на английски: Divide County) е окръг в щата Северна Дакота, Съединени американски щати. Площта му е 3354 km², а населението - 2288 души (2017). Административен център е град Кросби.